# Om jag kunde drömma
Om jag kunde drömma (engelska: Twilight) är en ungdomsroman från 2006, skriven av den amerikanska författaren Stephenie Meyer.
I serien finns tre uppföljare, När jag hör din röst (originaltitel: New Moon), Ljudet av ditt hjärta (originaltitel: Eclipse) och Så länge vi båda andas (originaltitel: Breaking Dawn), som släpptes den 2 augusti 2008. Alla har nu släppts som fem olika filmer. Den sista i två delar.
På svenska utgavs romanen på B. Wahlströms Bokförlag, året efter den amerikanska originalutgåvan.

## Handling
Isabella Swan ("Bella") flyttar från det soliga Phoenix, Arizona till det regniga Forks, Washington, för att bo med sin pappa, Charlie Swan. Detta för att hennes mamma, Renée, ska kunna resa med sin nya man, Phil Dwyer. I Phoenix kände sig Bella alltid utanför i skolan, så hon blir förvånad när hon snabbt blir vän med flera elever. Ännu mer förvånad blir hon när flera killar konkurrerar om hennes uppmärksamhet. Men när hon sitter bredvid Edward Cullen den första dagen i skolan, verkar han avvisa hennes närvaro och försöker till och med byta schema för att undvika henne, vilket gör Bella väldigt förbryllad. Efter att ha lurat Jacob Black, en familjebekant, att berätta om stamlegenderna från området, drar Bella slutsatsen att Edward och hans familj är vampyrer, men blir inte rädd. Även om hon oförklarligt var kär i Edward även när hon trodde han drack människoblod, är hon mycket lättad att få reda på att Cullen-familjen väljer att dricka djurblod istället. Edward berättar också att anledningen till att han höll sig ifrån Bella, var att doften av hennes blod är den starkaste för honom. Allt eftersom kommer Edward och Bella närmare varann och trots problemet att Edward är en vampyr och Bella en människa, är de båda överens om att deras kärlek kan utstå allt.
Men snart blir deras till synes perfekta förhållande ombytt till kaos när en annan grupp vampyrer drar in i Forks och James, en spårvampyr, bestämmer sig för att jaga Bella som sport.

## Film
Filmen Twilight som baseras på romanen hade världspremiär den 21 november 2008. Edward Cullen spelas av Robert Pattinson och Bella spelas av Kristen Stewart.

## Framsida
På framsidan av boken är det två bleka händer som håller i ett rött äpple. Äpplet ska representera Bellas kärlek till Edward, som framställs som den förbjudna frukten.